# امیرده
امیرده، روستایی است از توابع بخش بندپی شرقی شهرستان بابل در استان مازندران ایران.این روستا دارای اکثریت جمعیت تحصیل کرده می باشد. شغل اصلی مردم این روستا کشاورزی و باغداری می باشد. این روستا دارای یک مدرسه در مقطع ابتدایی بوده که در 6 پایه دانش آموز دارد.

## جمعیت
این روستا در دهستان سجادرود قرار دارد و براساس سرشماری مرکز آمار ایران در سال ۱۳۸۵، جمعیت آن ۴۹۱ نفر (۸۰خانوار) بوده‌است.

## کتابخانه عمومی
کتابخانه عمومی امام جعفرصادق به مدیریت مهندس محمد رضانژاد امیردهی که اولین کتابخانه عمومی بخش بندپی شرقی می‌باشد واقع در این روستا است و از این حیث موقعیت علمی روستا در میان دیگر روستاهای بخش را متفاوت کرده‌است. این کتابخانه اولین کتابخانه در بخش بندپی شرقی شهرستان بابل در قبل از انقلاب اسلامی سال 1357 بوده است.